# Cupa Campionilor Europeni la hochei pe gheață 1978-1979
Cupa Campionilor Europeni la hochei pe gheață în sezonul 1978-1979 a fost câștigată de ȚSKA Moscova.

## Prima rundă
| Echipa 1              | Echipa 2                   | Scor gen. | Tur  | Retur |
| --------------------- | -------------------------- | --------- | ---- | ----- |
| CH Casco Viejo Bilbao | Feenstra Flyers Heerenveen | 5-30      | 3-9  | 2-21  |
| ATSE Graz             | Ferencváros Budapesta      | 9-4       | 4-1  | 5-31  |
| Gap Hockey Club       | HC Bozen                   | 9-23      | 4-8  | 5-15  |
| Rødovre IK            | IL Manglerud/Star Oslo     | 5-9       | 2-2  | 3-7   |
| Steaua București      | Spartak-Levski Sofia       | 13-3      | 6-1  | 7-2   |
| SC Dynamo Berlin      | Podhale Nowy Targ          | 7-13      | 5-6  | 2-7   |
| EHC Biel              | HK Jesenice                | 22-11     | 15-5 | 7-6   |
| SC Riessersee         | PAS                        | PAS       | PAS  | PAS   |

1 Meciul a avut loc la Debrețin.

## A doua rundă

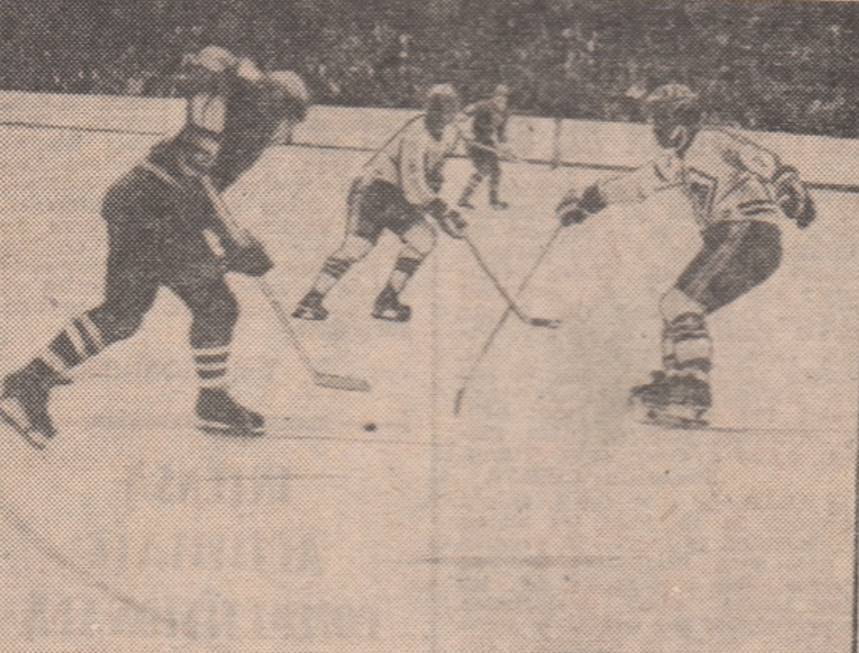
Steaua - EHC Biel pe patinoarul „23 August"

]
| Echipa 1                   | Echipa 2          | Scor gen. | Tur | Retur         |
| -------------------------- | ----------------- | --------- | --- | ------------- |
| Feenstra Flyers Heerenveen | SC Riessersee     | 9-13      | 3-3 | 6-10          |
| Steaua București           | EHC Biel          | 14-13     | 8-5 | 2-5, 4-3 d.l. |
| HC Bozen                   | ATSE Graz         | 4-9       | 1-3 | 3-6           |
| IL Manglerud/Star Oslo     | Podhale Nowy Targ | 4-16      | 2-3 | 2-13          |

## A treia rundă
| Echipa 1          | Echipa 2         | Scor gen. | Tur | Retur |
| ----------------- | ---------------- | --------- | --- | ----- |
| ATSE Graz         | SC Riessersee    | 12-11     | 8-7 | 4-4   |
| Podhale Nowy Targ | Steaua București | 6-2       | 3-1 | 3-1   |

## A patra rundă
Ässät Pori și Skellefteå AIK au fost calificate direct în runda a patra.
| Echipa 1       | Echipa 2          | Rezultat |
| -------------- | ----------------- | -------- |
| Ässät Pori     | Podhale Nowy Targ | 7-2      |
| Skellefteå AIK | ATSE Graz         | —2       |

2 ATSE Graz s-a retras din cauza problemelor financiare.

## Grupa finală
Cele două finaliste din sezonul trecut, Poldi Kladno  și ȚSKA Moscova , au fost cap de serie pentru turneul final, ce a avut loc la Innsbruck, Austria, în august 1979.
| Echipa 1       | Rezultat | Echipa 2       |
| -------------- | -------- | -------------- |
| Poldi Kladno   | 8-3      | Ässät Pori     |
| ȚSKA Moscova   | 6-1      | Skellefteå AIK |
| Skellefteå AIK | 4-4      | Poldi Kladno   |
| ȚSKA Moscova   | 12-3     | Ässät Pori     |
| Ässät Pori     | 3-2      | Skellefteå AIK |
| ȚSKA Moscova   | 3-1      | Poldi Kladno   |

| Loc | Echipă         | MJ | V | E | Î | G     | P |
| --- | -------------- | -- | - | - | - | ----- | - |
| 1   | ȚSKA Moscova   | 3  | 3 | 0 | 0 | 21:5  | 6 |
| 2   | Poldi Kladno   | 3  | 1 | 1 | 1 | 13:10 | 3 |
| 3   | Ässät Pori     | 3  | 1 | 0 | 2 | 09:22 | 2 |
| 4   | Skellefteå AIK | 3  | 0 | 1 | 2 | 07:13 | 1 |

## Legături externe
- Materiale media legate de Cupa Campionilor Europeni la hochei pe gheață 1978-1979 la Wikimedia Commons